# Mark Hickman
Mark Hickman, född den 22 augusti 1973 i Darwin, Northern Territory, är en australisk landhockeyspelare.
Han tog OS-guld i herrarnas landhockeyturnering i samband med de olympiska landhockeytävlingarna 2004 i Aten.